# Удай (река)

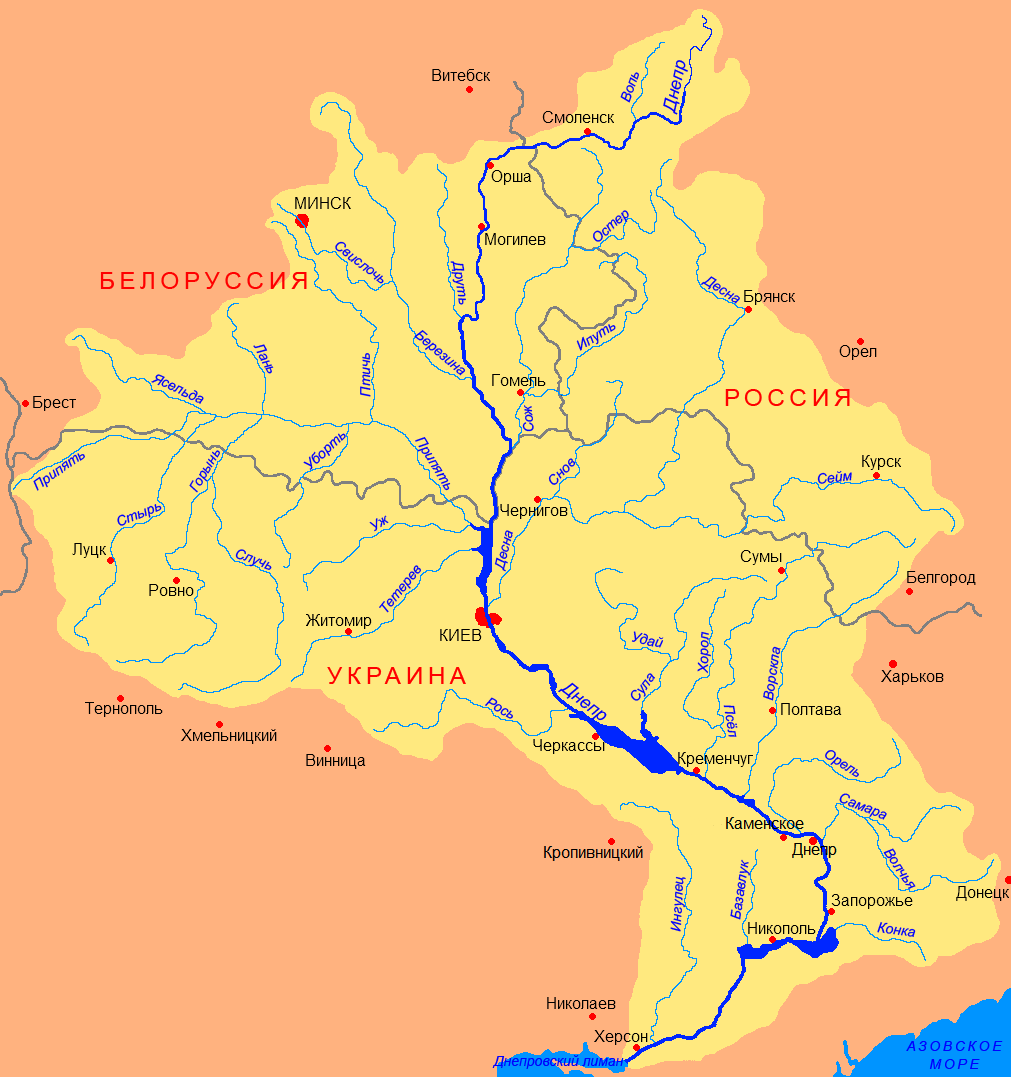
Бассейн Днепра

Уда́й (укр. Удай) — река на Украине, правый приток Сулы (бассейн Днепра).
Длина реки — 342 км. Площадь водосбора — 7030 км².
Берёт начало из болота вблизи села Рожновка, течёт по Приднепровской низменности. Впадает в реку Сулу. Населённые пункты на реке — города Прилуки и Пирятин, посёлок Ладан, посёлок Варва.
Удай течёт в Прилукском районе Черниговской области и Лубенском районе Полтавской области.
Ширина долины реки 4—6 км, русло извилистое, шириной 5—10 м в верхнем течении и до 20—40 м в нижнем. Глубина 3—5 м. Наклон реки 0,2 м/км. Питание смешанное, с преобладанием снегового. Замерзает в конце ноября — начале декабря, вскрывается во второй половине марта. Среднегодовой расход воды р. Удай у г. Прилуки составляет 4,3 м³/с. Минерализация воды составляет: весеннее половодье — 729 мг/дм³; летне-осенняя межень — 807 мг/дм³; зимняя межень — 853 мг/дм³. Воду используют для хозяйственных нужд, водоснабжения, орошения. Пойма двусторонняя, заболоченная, на отдельных участках осушенная.
В составе Переяславского княжества на правом берегу реки Удай располагался древнерусский город-крепость Полкостень, у которого в 1125 году князем Ярополком Владимировичем была одержана победа в битве с половцами.